# Article 11 de la Constitution éthiopienne de 1994
L'article 11 de la Constitution éthiopienne de 1994 est l'article qui assure la séparation de l'État éthiopien et de la religion, donnant à la laïcité une valeur constitutionnelle. Il fait partie du chapitre 2 concernant les principes fondamentaux de la Constitution

## Texte de l'article
«Article 11 - Séparation de l’État et de la religion
(1)  L’État et la religion sont séparés.
(2)  Il n’y aura pas de religion d’État.
(3)  L’État ne se mêlera pas des affaires religieuses et la religion ne se mêlera pas des affaires étatiques.»